# Таджикистан на зимових Олімпійських іграх 2002
Таджикистан на зимових Олімпійських іграх 2002 у Солт-Лейк-Сіті був представлений 1 спортсменом в 1 виді спорту. Країна вперше брала участь у зимовій Олімпіаді. Прапороносцем на церемонії відкриття Олімпіади став президент НОК Джафар Мірзоєв.

## Гірськолижний спорт
| Спортсмен     | Дисципліна                   | Спуск 1 | Спуск 1 | Спуск 2      | Спуск 2 | Разом        | Разом        | Разом        |
| Спортсмен     | Дисципліна                   | Час     | Місце   | Час          | Місце   | Час          | Місце        | Rank         |
| ------------- | ---------------------------- | ------- | ------- | ------------ | ------- | ------------ | ------------ | ------------ |
| Андрій Дригін | супергігант, чоловіки        | Н/Д     | Н/Д     | Н/Д          | Н/Д     | не фінішував | не фінішував | не фінішував |
| Андрій Дригін | гігантський слалом, чоловіки | 1:22.01 | 68      | не фінішував | Н/Д     | не фінішував | не фінішував | не фінішував |